# Kanton Conlie
Der Kanton Conlie war von 1790 bis 2015 ein französischer Kanton im Arrondissement Mamers, im Département Sarthe und in der Region Pays de la Loire; sein Hauptort war Conlie.
Bis zur Verwaltungsgebietsreform vom 15. Februar 2006 gehörte der Kanton zum Arrondissement Le Mans.

## Geografie
Der Kanton Conlie lag im Mittel 107 Meter über Normalnull, zwischen 63 Meter in Degré und 189 Meter in Tennie.
Der Kanton lag im Westen des Départements Sarthe. Er grenzte im Westen und Nordwesten an den Kanton Sillé-le-Guillaume, im Norden an den Kanton Beaumont-sur-Sarthe, im Nordosten an den Kanton Ballon, im Osten an den Kanton Le Mans-Nord-Ouest und im Süden an die Kantone Allonnes und Loué.

## Gemeinden
Der Kanton Conlie bestand aus fünfzehn Gemeinden. Diese waren:
| Gemeinde                  | Einwohner Jahr | Fläche km² | Bevölkerungsdichte | Code INSEE | Postleitzahl |
| ------------------------- | -------------- | ---------- | ------------------ | ---------- | ------------ |
| Bernay-en-Champagne       | 482 (2013)     | 10,34      | 47 Einw./km²       | 72033      | 72240        |
| Conlie                    | 1.865 (2013)   | 17,16      | 109 Einw./km²      | 72089      | 72240        |
| Cures                     | 521 (2013)     | 11,50      | 45 Einw./km²       | 72111      | 72240        |
| Degré                     | 787 (2013)     | 9,83       | 80 Einw./km²       | 72113      | 72550        |
| Domfront-en-Champagne     | 1.017 (2013)   | 20,97      | 48 Einw./km²       | 72119      | 72240        |
| La Chapelle-Saint-Fray    | 469 (2013)     | 6,38       | 74 Einw./km²       | 72066      | 72240        |
| La Quinte                 | 801 (2013)     | 8,81       | 91 Einw./km²       | 72249      | 72550        |
| Lavardin                  | 739 (2013)     | 7,63       | 97 Einw./km²       | 72157      | 72240        |
| Mézières-sous-Lavardin    | 711 (2013)     | 15,31      | 46 Einw./km²       | 72197      | 72240        |
| Neuvillalais              | 583 (2013)     | 18,86      | 31 Einw./km²       | 72216      | 72240        |
| Neuvy-en-Champagne        | 379 (2013)     | 14,79      | 26 Einw./km²       | 72219      | 72240        |
| Ruillé-en-Champagne       | 346 (2013)     | 14,93      | 23 Einw./km²       | 72261      | 72240        |
| Saint-Symphorien          | 573 (2013)     | 22,49      | 25 Einw./km²       | 72321      | 72240        |
| Sainte-Sabine-sur-Longève | 734 (2013)     | 11,82      | 62 Einw./km²       | 72319      | 72380        |
| Tennie                    | 1.108 (2013)   | 33,13      | 33 Einw./km²       | 72351      | 72240        |

## Bevölkerungsentwicklung
| 1962  | 1968  | 1975  | 1982  | 1990  | 1999  | 2006   |
| ----- | ----- | ----- | ----- | ----- | ----- | ------ |
| 8.974 | 8.442 | 7.931 | 7.980 | 8.555 | 9.273 | 10.295 |